# مبروك ما ياكم (مسرحية)
مبروك ما ياكم هي مسرحية كوميدية كويتية عرضت عام 2017 من إخراج عبدالله البدر وإنتاج أحمد العوضي.

## بطولة
• حسن البلام بدور: عزام
• احمد العونان بدور: حمود ناصر
• زهرة عرفات بدور: لولوة
• فهد البناي بدور: قتيبة محمد
• مبارك المانع بدور: مرزوق
• محمد الرمضان بدور: ثنيان
• عبدالعزيز النصار بدور: جواد
• ريم ارحمة بدور: سستر
• عبدالله البدر بدور: دكتور الأطفال
• نورهان طالب بدور: سستر